# Rinpa
Rinpa (jap. 琳派 rin-pa) – jedna ze szkół malarskich w sztuce japońskiej, która powstała w Kioto w XVII wieku. Swoje wpływy rozszerzyła w późniejszych czasach na Kanazawę i Edo. Do prekursorów rinpa należeli Sōtatsu (?–1640), Kōetsu Hon’ami (1558–1637) i Kōrin Ogata (1658–1716).

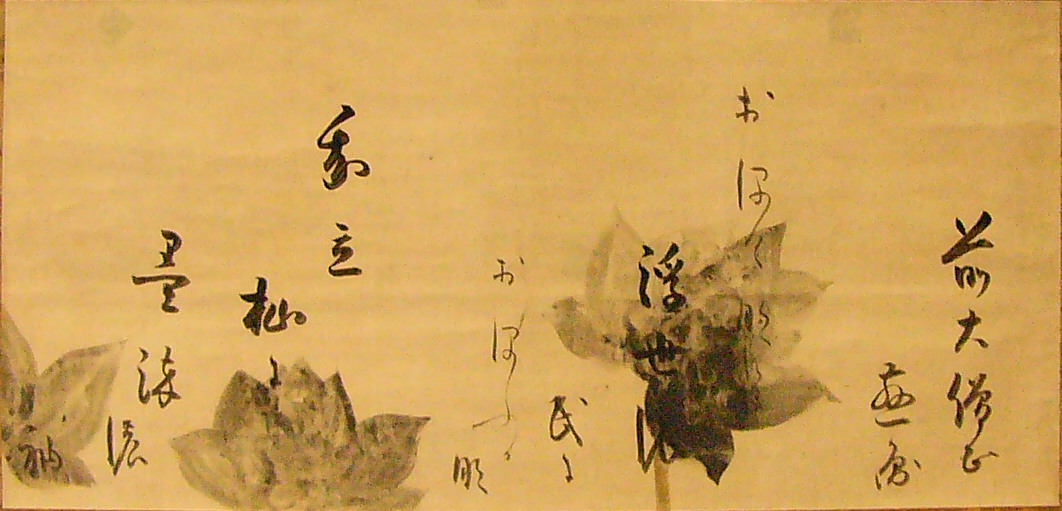
Praca wspólna: Kōetsu Hon’ami - kaligrafia (poezja), Sōtatsu Tawaraya - tło lotosów

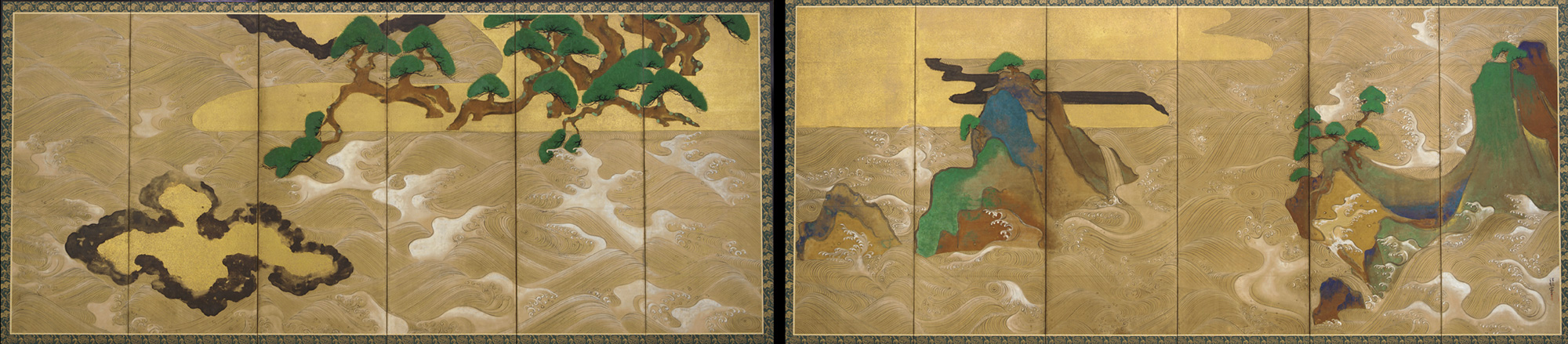
Sōtatsu Tawaraya, Fale w Matsushimie

Kōrin Ogata, Irysy

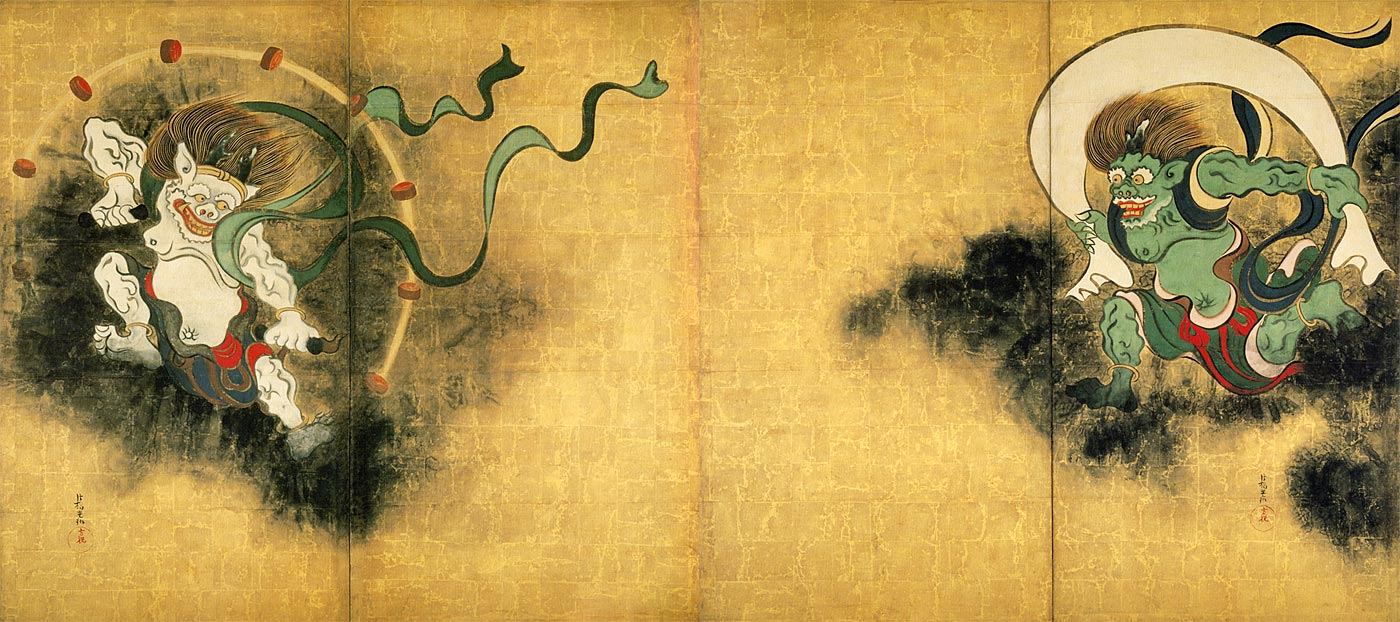
Sōtatsu Tawaraya, Bóg wiatru i bóg gromu

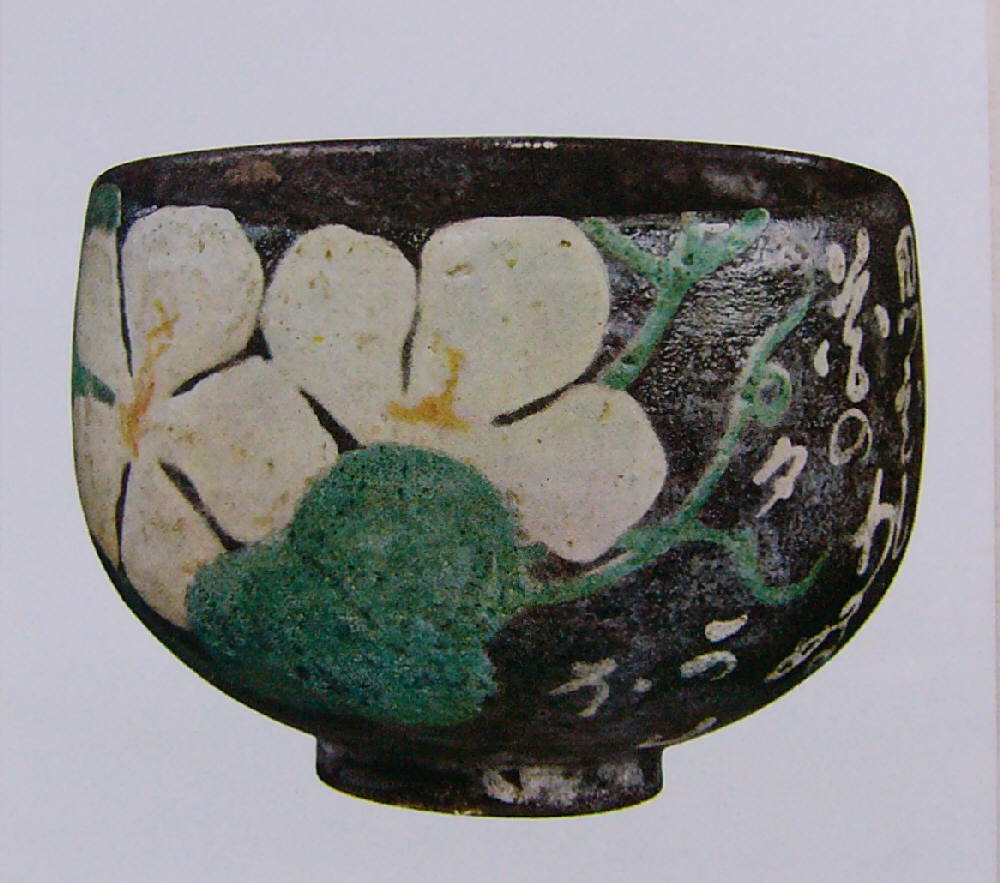
Kenzan Ogata, czarka do herbaty

Termin rinpa składa się z dwóch części: rin wywodzi się z drugiego znaku w imieniu jednego z założycieli – Kōrina Ogaty, drugi natomiast, ha (tu wym. pa), oznacza szkołę, grupę.
Mecenat nad malarzami szkoły rinpa sprawowali początkowo kupcy i rody arystokratyczne Kioto. Z czasem jej styl stał się rozpoznawalny i popularny. W okresie Edo przeniknął na dwory sioguna i arystokracji wojskowej. Pozostaje w użyciu do dziś.
Założenie szkoły wiąże się z imieniem Kōetsu Hon’ami. Za datę jej powstania uważa się rok 1615, gdy malarz zebrał datki od bogatych kupców z buddyjskiej sekty Nichirena i założył grupę, w której skład wchodzili artyści-rzemieślnicy z Kioto. Do zadań członków należało wykonywanie prac, związanych ze zdobieniem ceramiki, tkanin oraz kaligrafią i laką.
W grupie Kōetsu znalazł się także Sōtatsu Tawaraya, którego imię wymienia się wśród założycieli szkoły. Wraz z Kōetsu, Sōtatsu tworzył tanzaku – ozdobne, wąskie karty papieru, na których pionowo zapisywano poezję i umieszczano malunki, oraz shikishi – kwadratowe karty również wypełniane malunkami, kaligrafią i poematami. Sōtatsu zdobił papier, na którym Kōetsu kaligrafował poezję. Następnie gotowe dzieła były sprzedawane w należącym do Sōtatsu sklepie z malarstwem.
Sōtatsu tworzył także autorskie dzieła. Do najsłynniejszych jego prac należą przede wszystkim dwa parawany: Bóg wiatru i bóg gromu i Fale w Matsushimie oraz malowidła na przesuwanych ścianach fusuma w świątyni Yōgen-in w Kioto.
Do najwybitniejszych twórców tego okresu należeli bracia Ogata: Kōrin (1658–1716) i Kenzan (1663–1743). Wywodzili się z rodziny kupieckiej, zajmującej się  handlem tkaninami.
Kōrin kształcił się w młodości w szkole Kanō, jednak w późniejszym okresie zainteresował się twórczością Sōtatsu. W swoich pracach stosował technikę tarashi-komi. Obrazy malował na złoconym papierze tuszem i farbami wodnymi. Około 1714–1715 stworzył jedno ze swoich najsłynniejszych malowideł Biała i czerwona śliwa nad strumieniem. Dzieło zdobi parę dwuskrzydłowego parawanu. Drugą rozpoznawalną pracą Kōrina Ogaty jest obraz Irysy. Powstał na parze sześcioskrzydłowych parawanów.
Kenzan asystował bratu, zdobiąc ceramiki, także kaligrafią. Po śmierci Kōrina w 1716 Kenzan tworzył samodzielnie. Do jego najsłynniejszych prac należy kakemono (zwój pionowy) Koszyki z kwiatami. Cechą twórczości Kenzana jest łączenie malarstwa i poezji.
W odróżnieniu od tradycyjnych szkół malarskich w Japonii, szkoła rinpa nie skupiała krewnych. Należeli do niej malarze, podejmujący każdego rodzaju prace związane z wystrojem wnętrz, malowaniem wachlarzy, parawanów, kakemono, emaki-mono; zajmowali się ozdabianiem książek, naczyń, tkanin.
W swoich pracach nawiązywali do stylu malarstwa yamato-e okresu Heian, suiboku-ga ery Muromachi czy szkoły Kanō ery Azuchi-Momoyama. Motywy kwiatów i roślin czerpali ze stylu okresu panowania chińskiej dynastii Ming.
W miarę jak się szerzyły wpływy szkoły rinpa, więcej uwagi zaczęto zwracać na jej technikę malarską. Wykształciła się charakterystyczna dla nurtu technika tarashi-komi – ociekania, marszczenia, "łzawienia". Polegała ona na nakładaniu drugiej warstwy farby lub tuszu na niewyschniętą pierwszą. Druga warstwa mogła mieć ten sam kolor, co pierwsza, albo stanowić wobec niej kontrast.
Twórczość mistrzów szkoły rinpa była jednym z istotnych elementów kultury ery Genroku (1688-1704). Był to okres rozwoju gospodarczego i rosnącego poziomu życia klasy średniej, która tym samym stworzyła popyt na wyroby artystyczne, literaturę, teatr i rozrywki.